# سكوتر باري
سكوتر باري (بالإنجليزية: Scooter Barry)‏ مواليد 13 أغسطس 1966 في سان فرانسيسكو، هو لاعب كرة سلة أمريكي سابق بدأ مسيرته الاحترافية في سنة 1989. يبلغ طوله 6 قدم 3 بوصة (1.9 م). اعتزل اللعب في 2006.

## فرق لعب لها
- ساسكي باسكونيا

## روابط خارجية
- سكوتر باري على موقع الدوري الإسباني لكرة السلة (الإسبانية)
- سكوتر باري على موقع كرة السلة الأوروبية.كوم (الإنجليزية)
- سكوتر باري على موقع كلية كرة السلة في سبورتس رفرنس.كوم (الإنجليزية)
- سكوتر باري على موقع ريلجم (الإنجليزية)
- سكوتر باري على موقع بروبوليرز (الإنجليزية)
- سكوتر باري على موقع سبورتس رفرنس (الإنجليزية)